# Maurits (voetbalclub)

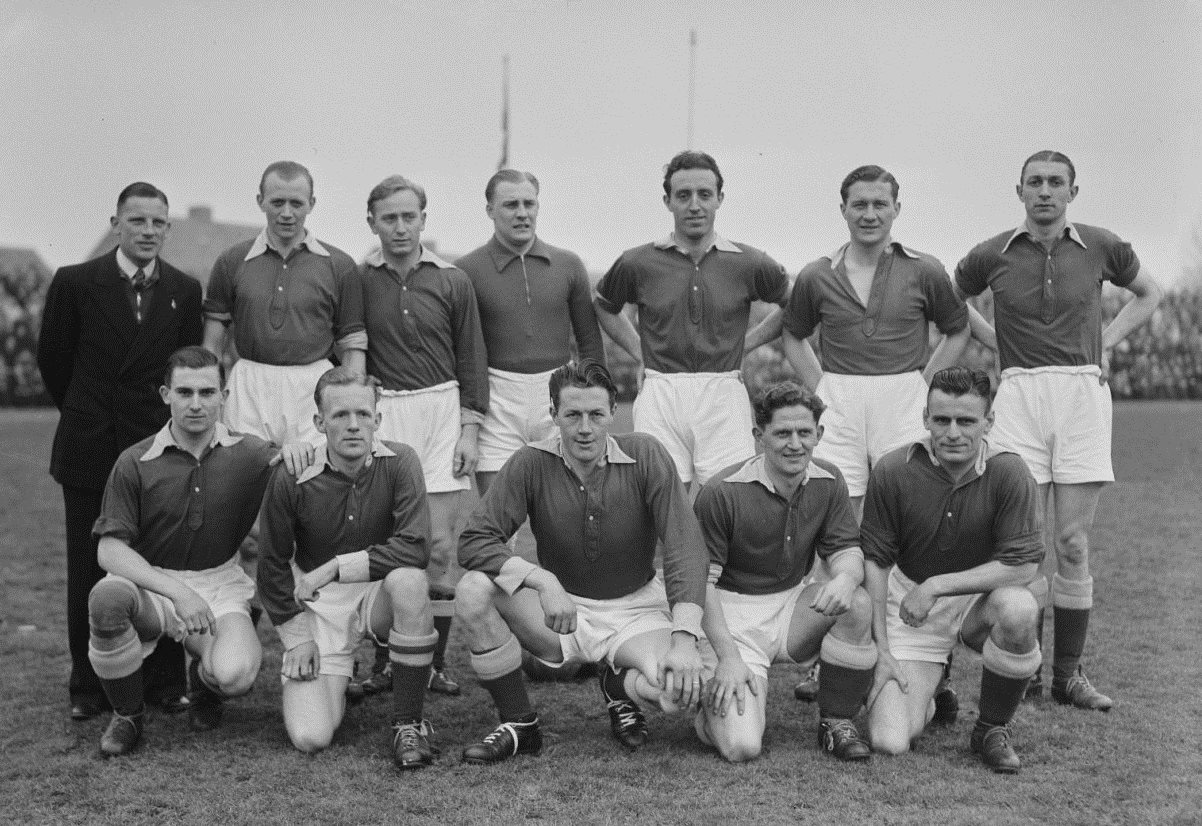
Het elftal in 1950

Maurits is een voormalige Nederlandse voetbalclub uit Lutterade.
De club werd op 15 juni 1926 als Staatsmijn Maurits opgericht en begon als bedrijfsvereniging van de in dat jaar geopende Staatsmijn Maurits. De thuiswedstrijden werden gespeeld in het Mauritsstadion aan de Kampstraat in Geleen gelegen bij de hoofdingang van de Mijn Maurits. Per 1 juli 1936 wijzigde de club haar naam in SV Maurits.
Maurits voetbalde het eerste jaar van haar bestaan in de Limburgsche Voetbal Bond waarna het in 1927 overging naar de NVB. In 1942 promoveerde Maurits naar de Eerste Klasse, toentertijd het hoogste niveau in de KNVB-competities. In 1947 kwam oud-international Bas Paauwe na het beëindigen van zijn actieve carrière bij Feijenoord als trainer over uit Rotterdam. Tot en met 1953 zou hij zes jaar trainer van Maurits blijven. In 1948 werd een aanvang gemaakt met de bouw van een nieuw Mauritsstadion nabij het centrum van Geleen. Op 14 augustus 1949 vond de opening plaats waarbij een vriendschappelijke wedstrijd werd gespeeld tegen RFC Luik (1-2).
In het seizoen 1949-1950 werd Maurits kampioen van haar afdeling en mocht het meedoen aan de strijd om het landskampioenschap met een derde plaats als eindresultaat na Limburgia en Blauw Wit. In 1953-1954 eindigde Maurits onder trainer Ludwig Veg, de opvolger van Bas Paauwe, als voorlaatste in de Eerste klasse D waardoor het degradeerde. Al spoedig kwam Maurits echter sterk terug op het hoogste niveau en in 1957 werd het eerste team Kampioen van Nederland bij de zondagamateurs door in de kampioenscompetitie Velox en Be Quick Zutphen te verslaan. Goalgetter Pierre Kerkhoffs en doelman Sjeng Wetzels werden in mei 1957 geselecteerd voor het Nederlands amateurvoetbalelftal. In 1958 kwam echter na een fusie met semiprofclub Fortuna '54 uit Geleen een einde aan 32 jaar voetbalhistorie van SV Maurits. Een aantal talentvolle spelers van het kampioensteam uit 1957 gingen mee over naar de nieuwe fusieclub, echter de grootste talenten, Pierre Kerkhoffs en Ger Donners, vertrokken naar elders. De eerste trainer van de nieuwe combinatie werd Harrie Verhardt, trainer van SV Maurits die in 1954 trainer Veg opvolgde.

## Bekende (oud-)spelers
- Rik Aspers

SV Argo · VV Born · Centrum Boys · VV DVO · FC Geleen Zuid · HBC '09 · RKFC Lindenheuvel-Heidebloem Combinatie · OVCS · VV Sanderbout · VV Sittard · Sporting Sittard '13 · SVE Einighausen · VV SVM · VV Zwentibold